# Lolodorf
Lolodorf es una comuna camerunesa perteneciente al departamento de Océan de la región del Sur.
En 2005 tiene 14 326 habitantes, de los que 4450 viven en la capital comunal homónima.
Se ubica en el cruce de las carreteras P8 y P10, unos 60 km al noroeste de la capital regional Ebolowa.

## Localidades
Comprende, además de la ciudad de Lolodorf, las siguientes localidades:
- Bibia
- Bibondi
- Bikalla
- Bikoka
- Bingambo
- Kaba
- Koumbizik
- Madong
- Mangouma
- Mbango
- Mbikiliki
- Melangué
- Mill
- Mougue
- Mville
- Ngovayang
- Ngoyang
- Nkouambpoer I
- Nkouambpoer II